# Voie d'escalade
Pour les articles homonymes, voir Voie.
Une voie d'escalade correspond pour tous les types d'escalade à un cheminement en montée, en traversée, en descente par lequel un grimpeur atteint le sommet d'une montagne, d'une falaise, d'un rocher, d'un mur artificiel ou la sortie d'un mur de glace.
Elle peut être réalisée en une ou plusieurs longueurs, avec plusieurs niveaux d'équipement, de la simple longueur ou de la grande voie équipée jusqu'au terrain d'aventure. Elle peut avoir des tronçons ou parties de longueurs communes avec une ou plusieurs autres voies d'escalades adjacentes d'un même secteur réunis sur un site d'escalade. Sa cotation de longueur ou difficulté est établie par tronçon ; sur plusieurs longueurs la cotation est effectuée sur chaque longueur de la voie. Sur une voie en plusieurs longueurs. Un voie d'escalade bénéficie en général d'un nom et d'une cotation donné par l'ouvreur, son inventeur-créateur, et elle est défini techniquement à un itinéraire soit suivant des points d'ancrage, soit par la description de cet itinéraire dans un topo guide d'escalade, document de référence.

## Évolution

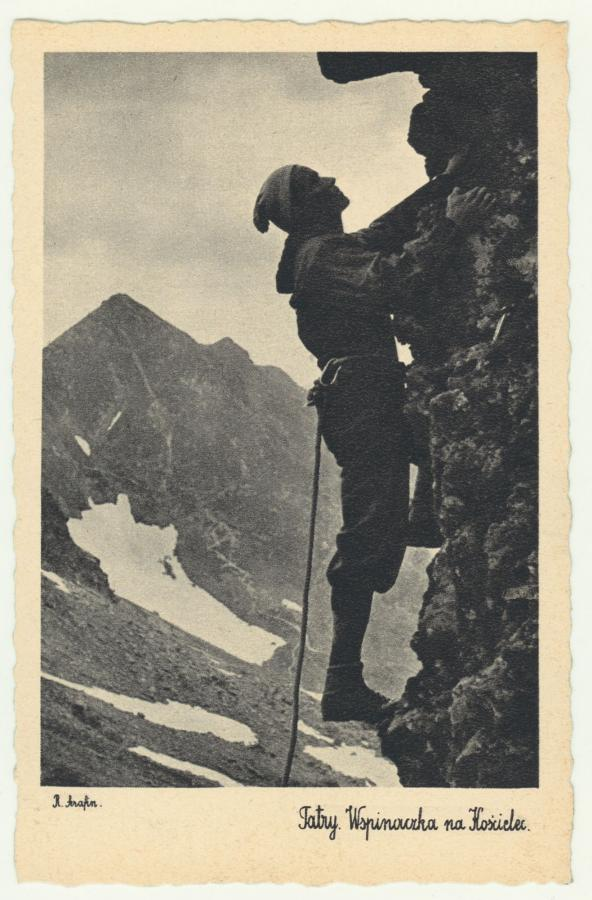
Stanisław Motyka lors d’une ascension à Kościelec en 1930 - Photo de Roman Serafin

Aux origines de l'escalade, les grimpeurs souhaitent simplement atteindre le sommet, par tous les moyens. Durant le XIXe siècle, alors que les explorateurs des Alpes tentent des ascensions de plus en plus difficiles, il devint évident que le choix du meilleur itinéraire, indépendamment de son exposition, Est ou Sud, constitue l'une des clés de la réussite. Un exemple connu est la première ascension du Cervin, qui est répétée plusieurs fois sans succès par sa face Sud, alors que le rocher par l'arête Nord (la plus proche de Zermatt), bien que plus raide, offre une voie plus sûre et plus facile.
Alors que la technique d'escalade se développe, permettant ainsi de conquérir les montagnes à travers le monde au moins par leurs voies les plus faciles, les grimpeurs entrent en compétition pour s'attribuer de nouveaux itinéraires toujours plus audacieux. Lorsque toutes les lignes évidentes sont parcourues, les grimpeurs repoussent les limites de la difficulté dans des itinéraires mixtes (glace et rocher) ou dans des voies spectaculaires (big wall) où s'enchaînent les fissures sur des parois d'un seul élan. L'esthétique entre également en ligne de compte avec la recherche d'itinéraires d'escalade au cheminement évident comme les directes ou mieux, les directissimes qui représentent un aboutissement en termes de technique et d'engagement. Autre avantage non négligeable : les voies les plus difficiles sont souvent les plus sûres et en tout cas préférables aux voies de difficulté moindre sur un rocher délité aux prises malcommodes.

## Classement

### Type

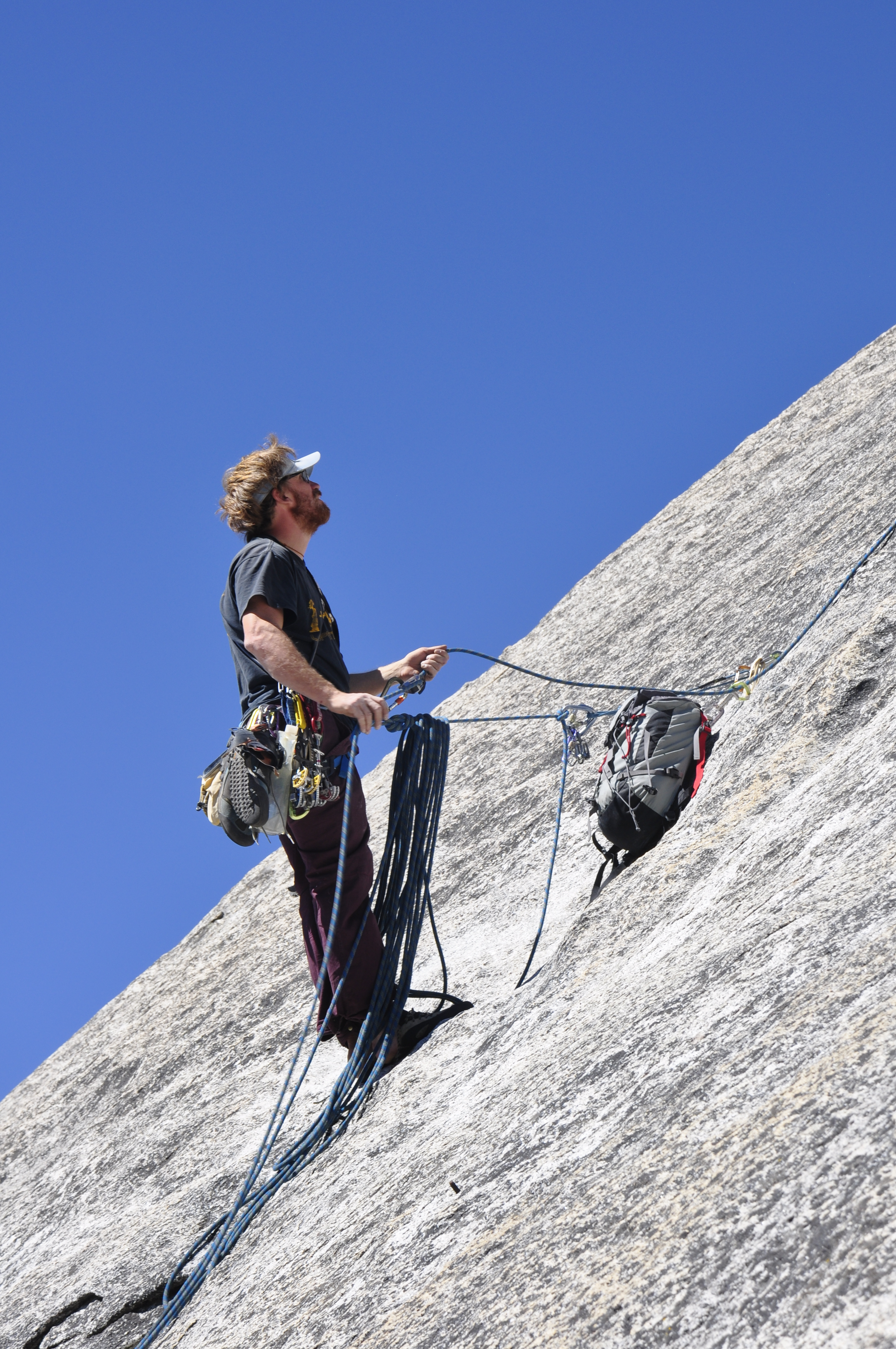
Assurage du grimpeur en tête entre deux longueurs sur une voie de type grande voie.

Une voie d'escalade est classée selon le type de pratique en site artificiel, naturel, bloc, sportif ou terrain d'aventure et sa ou ses longueurs pour la réaliser entièrement. Pour une escalade de site de bloc, ne nécessitant pas de corde dynamique, on parlera, matérialisé ou non, de chemin ou de passage dans la voie. Pour une escalade de site sportif, les ancrages sont fixes à demeure, peuvent posséder une ou plusieurs longueurs et nécessite obligatoirement une corde dynamique et matériels d'assurage spécifiques, et une certaine expertise sur plusieurs longueurs. Pour une escalade d'expert ou alpinistes en grande voie partiellement équipées ou site de terrain d'aventure, les points d'ancrages et relais semi-fixes réalisés avec des coinceurs dans la roche ou la glace sont posés lors de l'escalade en tête dans la voie. Il sont retirés par le second de cordée pour resservir à la ou les longueurs suivantes.

### Voie d'une longueur

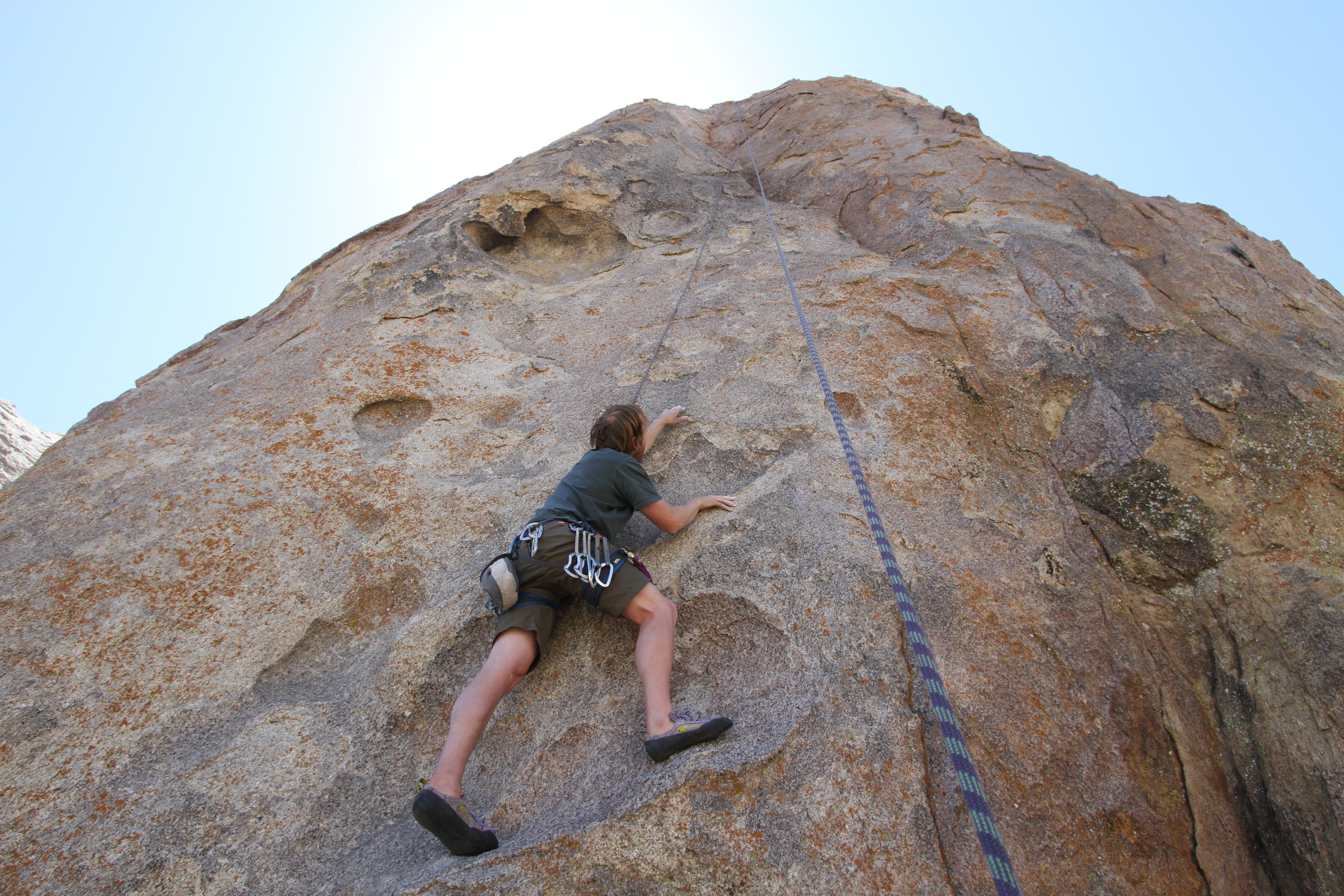
Escalade sportive en moulinette d'une voie d'une seule longueur.

Une voie d'escalade d'une longueur de corde, nommée plus couramment voie d'une longueur, correspond à un itinéraire réalisable, montée en tête et descente en moulinette ou en rappel, voire en réchappe compris,, avec la longueur de corde dynamique à simple ou à double définie par l'ouvreur de la voie.
La hauteur de la voie, du départ du grimpeur au relais de la longueur est plus petite que la longueur réelle à escalader, tirage compris. Cette longueur de voie représente moins de la moitié de la longueur de la corde à simple à utiliser ; et ce de façon à pouvoir, sans risques de chute au sol par une corde trop courte, faire redescendre en moulinette le grimpeur en tête arrivé au relais du haut de la longueur de la voie.
La longueur de la corde sur un site sportif est en général de 70 mètres minimum pour une voie de hauteur de 30 mètres maximum. Il est nécessaire de prendre en compte l'encordement au baudrier du grimpeur en tête, le tirage éventuel et le nœud de sécurité à l'autre bout de corde ; élément de la chaîne d'assurage nécessaire contre le retour au sol à la descente en moulinette.

### Voie de plusieurs longueurs

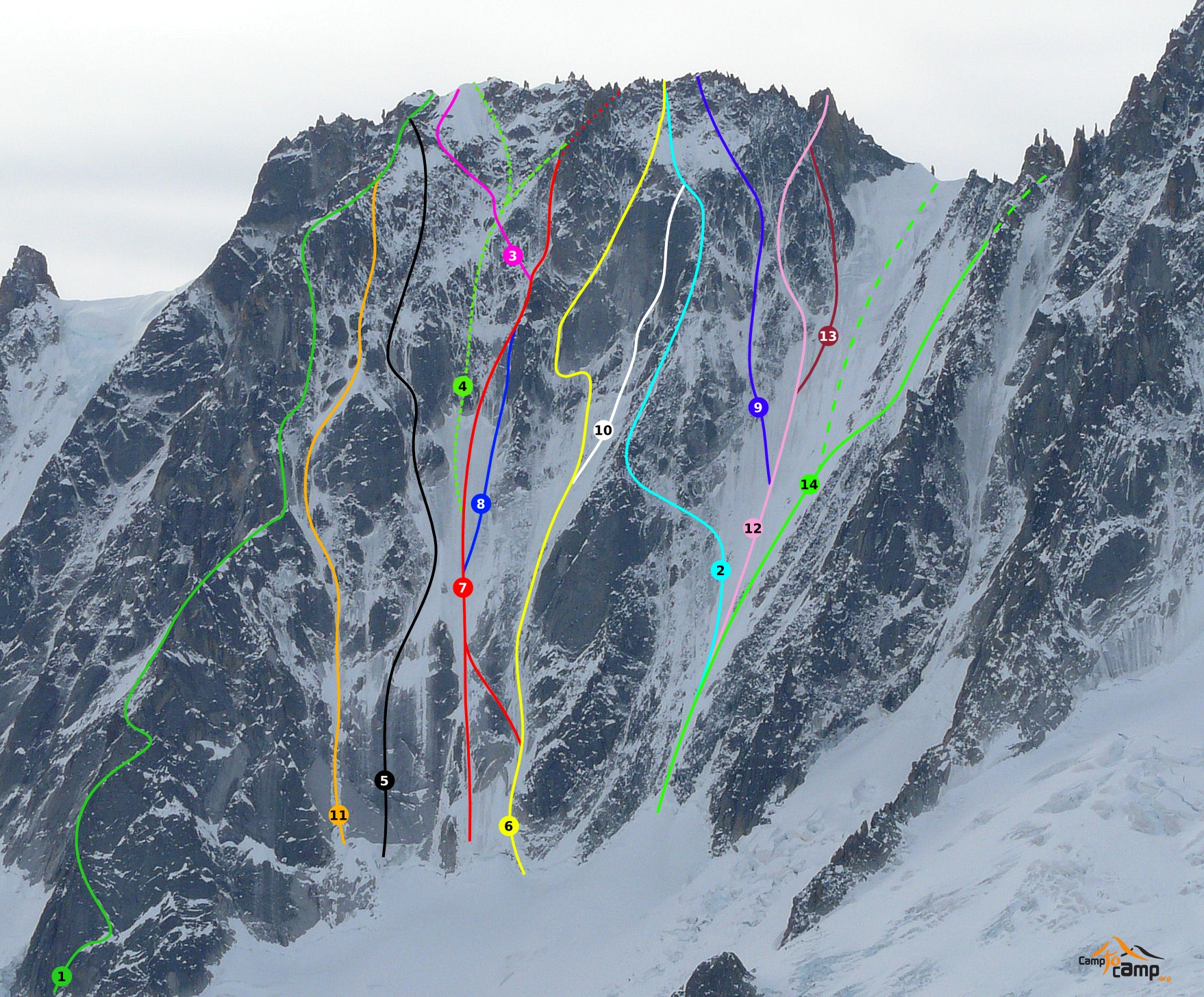
Itinéraires des grandes voies d'escalade dans le secteur de la face nord des Droites dans le massif du Mont-Blanc.

Une voie d'escalade de plusieurs longueurs prend l'appellation de grande voie équipée à terrain d'aventure. L'accès à ces types d'escalade demande un bon niveau de pratique et une très bonne connaissance technique spécifique, matériel, secours, manipulations, planification, etc.. Un niveau d'équipement donné de la voie permet de définir l'accès selon le niveau, les compétences de la cordée et le matériel nécessaire pour sa réalisation en sécurité. 
L'équipement des voies de plusieurs longueurs peut être définis sur quatre niveaux ; de Eq1 à Eq2 pour le terrain d'aventure et de Eq3 à Eq4 pour les grandes voies équipées. 

#### Terrain d'aventure
Sans aucun équipement, cela correspond à une voie en terrain d'aventure d'une ou plusieurs longueurs non équipée, on parlera d'une voie TA, ou encore terrain d'av, avec une identification Eq1 pour un équipement du plus faible niveau ou de premier niveau.

#### Terrain d'aventure partiel
Pour une voie de terrain d'aventure très partiellement équipée ou de points d'ancrage très éloignés ou possédant des ancrages fixe impossible à sécuriser autrement, on parlera de terrain d'aventure partiel, TA partiel ou Eq2.

#### Équipement partiel
Si la voie est équipée de points d'ancrages fixes réguliers mais espacés, et nécessite quelques points semi-fixes intermédiaires de type coinceurs et anneaux sangles, on parlera de grande voie partiellement équipée ou Eq3.

#### Équipement entier
Enfin, pour une voie totalement équipée mais nécessitant du matériel minimum conseillé, en cas de difficultés selon le niveau des grimpeurs, on parlera de grande voie entièrement équipée ou Eq4.

### Cotation

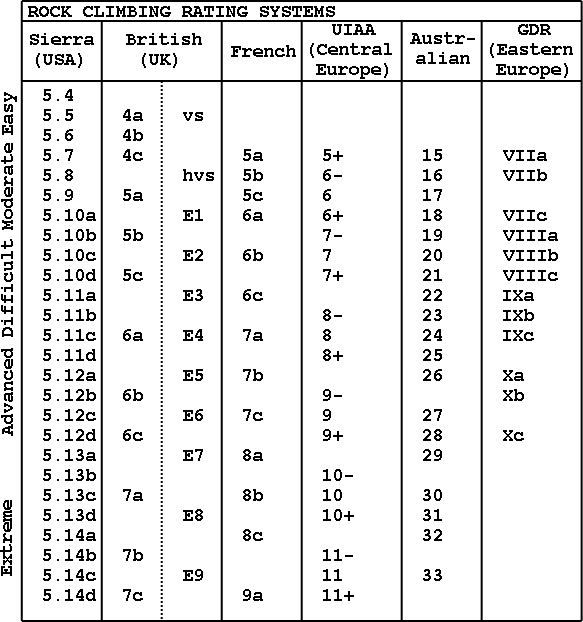
Tableau de comparaison des différentes cotations nationales et organisationnelles des voies en escalade libre.

Le principe de cotation est défini par une échelle propre selon le pays (USA, France, Royaume-Uni, Australie) ou l'organisation (UIAA) et des tables de cotation comparatives permettent d'harmoniser cette cotation. Malgré tout elle conserve sa part d'inexactitude, d'incertitude, de contradiction et peut-être d'aventure, et pas toujours comparable entre les localités, les régions, les pays et les types de pratique. Elle a tout de même pour nécessité d'offrir au pratiquant un indice du niveau de difficulté de blocs, de tronçons, de longueurs ou de la voie plus générale dans lesquels il lui est susceptible d'accéder. La cotation des voies sportives de salle se transposent normalement en site naturel. Cette transposition n'est fidèle qu'à la différence que la voie en site naturel peut avoir une pondération liée à l'engagement ou l'exposition de certains passages, naturels. Aussi, la cotation est plus large pour le terrain d'aventure ou la grande voie. Il est malgré tout nécessaire que chaque grimpeur connaisse finement son niveau à vue, après travail, flash pour le transposer en site naturel afin de pouvoir planifier en sécurité sa grimpe, mais celui de la cordée, depuis un topo-guide. Connaître la cotation d'une voie et son niveau est un élément très important de la sécurité en escalade.

#### En site sportif
La cotation de longueur transcrit seulement la difficulté sans considérer l'engagement ou l'exposition (6a, 4c, 5b+, etc..). 
La cotation maximale d'une voie correspond à la difficulté la plus grande de l'ensemble de la voie de plusieurs longueurs (6b max., par exemple) .
La cotation obligatoire correspond à la difficultés minimale requise pour passer la voie de plusieurs longueurs, moyennant une assistance du leader pour passer les pas difficiles (6a+ obl., par exemple).
La cotation d'ensemble ou niveau des voies, plus large, donne l'indication de difficulté plus globale, et ses pondérations d'engagement, d'exposition ou de passages soutenus de la voie (TD- pour très difficile moins, par exemple).

#### En site de bloc
La cotation des voies ou passages, selon la décision de l'ouvreur, peut prendre une forme indicative chiffrée mais aussi une codification colorée. Les difficultés diverses du secteur peuvent prendre la forme de pictogrammes : blocs plus ou moins élevés pour la réception, exposition, orientation, durée d'approche, cordonnés GPS, etc.

## Appellation des voies
La tradition veut que l'inventeur-créateur, l'ouvreur de la voie, le premier à la réaliser, lui attribue un nom et une cotation. La voie est parfois complétée d'un numéro pour les voies sportives et d'une lettre pour les passages de bloc par les rédacteurs de topo-guides, ce qui facilite son repérage sur les plans d'ensemble et dans les topos d'escalade. Cette indication de numéro de voie se retrouve occasionnellement inscrite à la peinture ou sur un petit panneau au pied de la voie en site naturel sportif, particulièrement en secteur découverte. En salle, le numéro de la voie se retrouve inscrite en gros au sommet et la cotation avec éventuellement son numéro au pied de la voie.
Selon les époques, les noms attribués aux voies répondent parfois à des phénomènes de mode ou trouvent leur origine dans la culture locale (voie de la Bonne Mère, Calanques), dans l'hommage à un alpiniste disparu (voie Gousseault, Grandes Jorasses) ou font référence au caractère d'un site (voie de l'éperon sublime, Verdon). Les noms peuvent être humoristiques (voie GAMMA, Calanques) ou contenir un jeu de mots (voie bon grès mal grès, cap Canaille). En France, le nom se doit de respecter une certaine limite fixée par des règles légales, et son originalité parfois débordante fait parfois débat mais fait aussi l'objet de recherches universitaires.

## Topo d'escalade

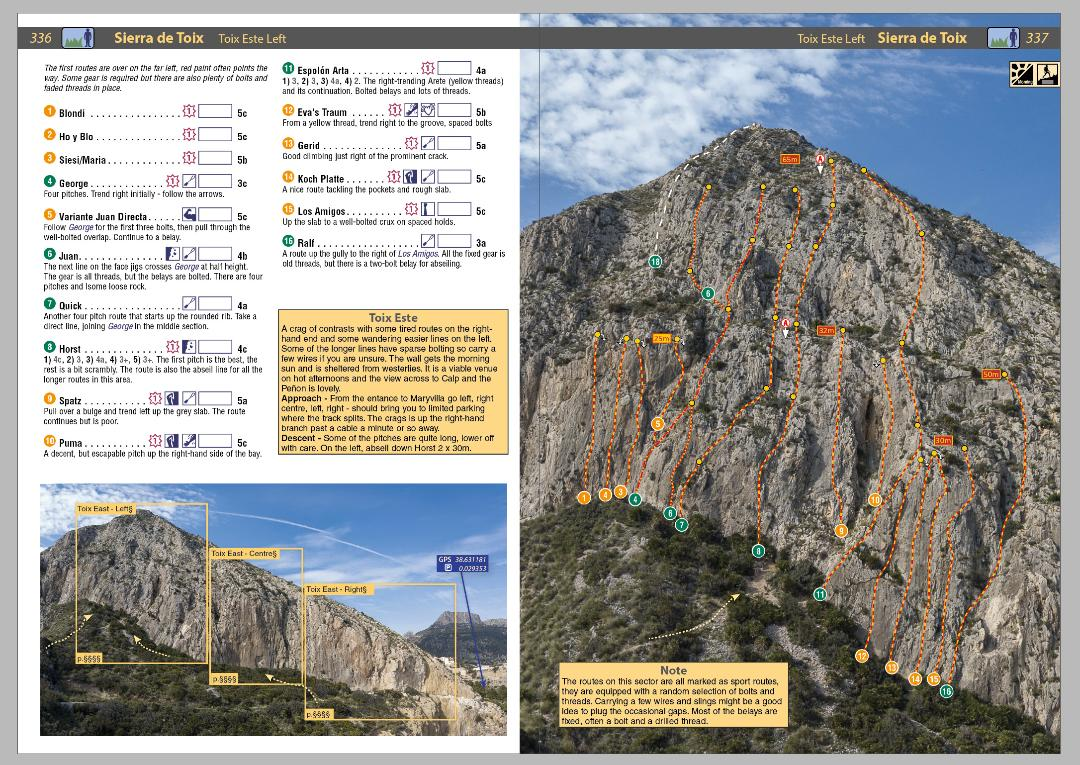
Page du topo de la falaise Toix Est dans la région de la Costa Blanca en Espagne. La page montre les noms, les niveaux et les itinéraires des différentes voies d'escalades ainsi que des informations supplémentaires telles que le stationnement, les temps d’approche et de descente, le soleil ou l’ombre et le style d’escalade - puissant, soutenu

Les itinéraires en falaise ou haute-montagne se déroulent parfois dans des itinéraires aux parois complexes où il est facile de s'égarer : ils réclament de la part du grimpeur un sens du terrain développé pour progresser sans perte de temps excessive tout en respectant le cheminement prévu. Les topo guides d'escalade peuvent en outre rester très succinct sur le descriptif de portions d'itinéraires qui feront appel à aux compétences du leader, de l'expérience de la cordée et à sa capacité à s'adapter si elle veut respecter l'horaire, les possibilités de réchappes, gage de sécurité.
Les descriptifs de voies d'escalade en rocher pur sont globalement plus faciles à suivre, l'itinéraire suivant les faiblesses du rocher pour les voies les plus faciles ou, pour les itinéraires de difficulté supérieure, les systèmes de fissures, de dièdres surmontés parfois de surplombs facilement identifiables. Pour faciliter la lecture de ces itinéraires, les topos d'escalade utilisent des photographies sur lesquelles sont représentées les voies avec, éventuellement, les cotations des passages et divers symboles (relais, pendule, etc.).

## Sécurité
La difficulté de la voie peut varier de manière radicale et il convient pour tout grimpeur de se renseigner sur les conditions de pratiques, d'accès, de météo, de secours, de marche d'approche et itinéraire de retour voire de réchappe, nécessité de matériels et s'informer de leur niveau respectifs avant de s'y engager. À cet effet, les topos d'escalade renseignent les grimpeurs sur la cotation, en complément des cartes détaillées et des photographies des voies. 

## Réglementation

### En France

#### Normes de classement et d'équipement
Selon le code du sport, la Fédération française de la montagne et de l'escalade (FFME) reste l'organisme délégataire pour définir le classement des voies d’escalade et sport de montagne en général. Elle défini les normes de classement et d'équipement des voies d'escalade de bloc, sportive d'un longueur ou plus, des secteurs découverte et du terrain d'aventure.

#### Gestion
Concernant l'entretien et le maintien de la sécurité du site, un gestionnaire du site d'escalade est désigné par la fédération et a en charge l'entretien. Il peut être prévenu via la plateforme de signalement Suricate sentinelle ou via la fiche du site concerné sur le site de la FFME en cas de défaut d’équipement, de risques de chutes de pierres, de constatation de nidification d'oiseau, de problèmes d'incivilités, de conflit avec les propriétaires du site, etc., constatés par les grimpeurs ou accompagnants.

#### Restriction d'accès
Chaque grimpeur se doit de respecter les restrictions d'accès aux sites suite aux signalements et risques avérés (période de nidification, plantes protégées, risques de chutes de pierres, effondrement d'un pan de falaise, risque de crue sur le chemin d'approche en cas d'orage, etc.). Les arrêtés sont en général affichés sur les sites internet des communes concernées et sur les chemins d’accès des sites.